# Dokdonia donghaensis
Dokdonia donghaensis ist ein Bakterium. Der Erstfundort liegt im Japanischen Meer bei den Liancourt-Felsen.

## Erscheinungsbild
Die Zellen von Dokdonia donghaensis sind stäbchenförmig, mit einer Breite zwischen 0,3 und 0,6 μm und einer Länge von 1,5 bis 5,0 μm. Flagellen sind nicht vorhanden, auch eine gleitende Bewegung („gliding motility“) wurde nicht beobachtet. Diese Bewegungsart findet man bei vielen Arten der Flavobacteriaceae. Sporen werden nicht gebildet. Die Kolonien sind gelb gefärbt.

## Stoffwechsel und Wachstum
Dokdonia donghaensis ist auf Sauerstoff angewiesen, es ist strikt aerob. Der Katalase-Test und der Oxidase-Test fallen positiv aus. Nitrat wird nicht genutzt. Casein wird gespalten, Agar und Stärke werden nicht genutzt. Das dominierende Chinon ist das Menachinon-MK6.
Bestes Wachstum erfolgt bei 30 °C und bei 2 % (w/v) NaCl. Das Bakterium toleriert relativ hohe Salzkonzentrationen (NaCl) bis zu 7 %, Dokdonia donghaensis ist somit halotolerant. Bei einer Salzkonzentration von 0 % erfolgt kein Wachstum. Die Gram-Färbung verläuft negativ. Das Genom wurde vollständig sequenziert.

## Proteorhodopsin
Die Arten von Dokdonia sind von Interesse zur Untersuchung der Nutzung von Licht als Energiequelle durch Proteorhodopsine bei Mikroorganismen. Hierzu wurden mehrere verschiedene Arten und noch nicht näher bestimmte Stämme der Gattung untersucht. Dokdonia donghaensis nutzt hierbei das Proteorhodopsin (PR) als Protonenpumpe, um mit Licht als Energiequelle ATP zu erzeugen. Dies dient als Ergänzung zu den ansonsten organischen Energiequellen (photoheterotrophes Wachstum). Die Vorsilbe Proteo- des Begriffes Proteorhodopsin bezieht sich auf die Proteobacteria, es tritt nur bei dieser Großgruppe der Bakterien auf. Bei den Archaeen tritt ein ähnliches Protein auf, hierbei spricht man vom Bacteriorhodopsin (BR).
Die mikrobiellen Rhodopsine sind lichtaktivierte Pumpproteine. Sie bestehen aus einem einzelnen, von einer Membran umschlossenen Protein, das kovalent an ein lichtempfindliches Pigment gebunden ist. Mit Hilfe der Lichtenergie werden hier Protonen (H+) vom Inneren der Zelle nach außen transportiert. Hiermit wird ein Konzentrationsunterschied zwischen den Protonen außerhalb (mehr) und innerhalb (weniger Protonen) der Zelle erzeugt. Dieser kann als Energielieferant für die Bildung von ATP durch die ATPase, die die Protonen wieder nach innen transportiert, genutzt werden.
Proteorhodopsin ist von vielen marinen Bakterien bekannt.
Die photische Zone des Ozeans enthält die größte Menge an Bakterien mit PR, durchschnittlich 75 % aller im Plankton vorkommenden Bakterien besitzen die hierfür benötigten Gene. Es kann als eine zusätzliche Energiequelle dienen, wenn Nahrungsmangel herrscht. Eine Vermutung geht davon aus, dass der durch das Proteorhodopsin erzeugte Protonengradient (pmf, proton motive force) dazu genutzt wird, Vitamin B1 (Thiamin) aufzunehmen. Das Vitamin B1 ist wichtig für den Kohlenstoffstoffwechsel, einschließlich des Citratzyklus.

## Systematik
Die Gattung Dokdonia zählt zu der Familie der Flavobacteriaceae. Die Erstbeschreibung stammt aus dem Jahr 2015. Dokdonia donghaensis ist die Typusart, sie ist die zuerst beschriebene Art ihrer Gattung. Im Januar 2022 zählten 10 Arten zu der Gattung.
Dokdonia donghaensis ähnelt der verwandten Gattung Cellulophaga, Unterscheidungsmerkmale sind einmal die fehlende Fähigkeit der gliding motility bei Dogdonia, keine Säurebildung von den getesteten Kohlenhydraten und die Unfähigkeit, Agar und Stärke zu spalten.

## Genutzte Literatur
- Noel R. Krieg u. a. (Hrsg.): Bergey’s Manual of Systematic Bacteriology. 2. Auflage, Band 4: The Bacteroidetes, Spirochaetes, Tenericutes (Mollicutes), Acidobacteria, Fibrobacteres, Fusobacteria, Dictyoglomi, Gemmatimonadetes, Lentisphaerae, Verrucomicrobia, Chlamydiae, and Planctomycetes. Springer, New York 2010, ISBN 978-0-387-68572-4, S. 106–314.
- Jung-Hoon Yoon, So-Jung Kang, Choong-Hwan Lee und Tae-Kwang Oh: Dokdonia donghaensis gen. nov., sp. nov., isolated from sea water In: International Journal of Systematic and Evolutionary Microbiology (2005), 55, 2323–2328, DOI:10.1099/ijs.0.63817-0